# Naufragio della London Valour
Il naufragio della London Valour è un incidente marittimo avvenuto a Genova il 9 aprile 1970. La nave mercantile London Valour, battente bandiera del Regno Unito, naufragò a seguito di una concomitanza di eventi catastrofici. La sciagura si consumò all'imboccatura del porto di Genova: il cargo affondò a poche decine di metri dall'ingresso nello scalo marittimo, dopo aver urtato contro gli scogli a protezione della diga frangiflutti, a causa di una forte mareggiata. Nel disastro persero la vita venti membri dell'equipaggio, in gran parte di nazionalità indiana e filippina.

## La nave
Costruito e varato nel 1956 come petroliera nei cantieri della Furness Shipbuilders Co. Ltd. di Haverton Hill-on-Tees, il piroscafo London Valour aveva una stazza di 26.000 tonnellate ed era stato trasformato dieci anni dopo, nel 1966, in portarinfuse nei cantieri INMA (Industria Navali Meccaniche Affini) di La Spezia.

## La tragedia
La London Valour salpò il 2 aprile 1970 da Novorossijsk imbarcando 23.606 tonnellate di cromo, diretta a Genova, dove giunse il 7 aprile e diede fondo all'ancora in rada, nell'attesa dell'ormeggio. La mattina del 9 aprile la nave era ancora alla fonda, posizionata circa 1.300 metri a sud della testata di levante della diga foranea Duca di Galliera. Il Comandante della nave Edward Muir aveva ordinato lo smontaggio dei propulsori poiché dovevano essere revisionati integralmente una volta entrati in bacino con l'ausilio dei rimorchiatori (per questo motivo la nave non riuscì a manovrare per evitare la collisione con la diga foranea). Improvvisamente sulla città si abbatté una libecciata di enorme violenza; verso le 14:30, per via del fortissimo vento, l'ancora della nave cominciò a perdere la presa sul fondo marino, cosa che portò la nave ad un pericolosissimo avvicinamento alla barriera frangiflutti e che finì poi per farla sbattere violentemente contro gli scogli posti a protezione della stessa barriera.
L'incidente apparve subito grave, tanto che sul posto arrivarono immediatamente rimorchiatori, Piloti, ormeggiatori, motovedette della Capitaneria di porto e dei Carabinieri e mezzi dei Vigili del fuoco e del Nucleo Sommozzatori, nonché alcune imbarcazioni con civili.
Le condizioni proibitive del mare, tuttavia, non permisero di avvicinarsi alla scogliera ed alla nave incidentata: le onde erano infatti alte oltre 4 metri e le raffiche del vento di libeccio raggiungevano i 100 chilometri orari.
Migliaia di genovesi assistettero impotenti alla tragedia che si consumò sotto i loro occhi. La poppa della nave si schiantò contro gli scogli; alle 14:45 si riuscì a stendere tra la diga ed il ponte della nave una doppia cima di nylon sulla quale si pensava di far scorrere una carrucola munita di imbragature, cercando di allestire un cosiddetto andirivieni. In questo modo si voleva infatti tentare di trarre in salvo i membri dell'equipaggio.
Poco dopo la messa in opera dell'andirivieni, la nave si spezzò in due tronconi; l'equipaggio, composto in gran parte da marinai filippini, si ritrovò così diviso in due gruppi.
Il rudimentale accorgimento dell'andirivieni, creduto sulle prime efficace, si rivelò invece deleterio: la cima di nylon infatti, a causa dei movimenti della nave colpita dalle onde, cominciò prima a rilassarsi e poi a tendersi, sbalzando così in aria i naufraghi, che finirono con il colpire violentemente gli scogli.
Ancor più tragica fu la fine del comandante della nave Muir e di sua moglie Dorothy.
La donna infatti venne sbalzata in acqua; il marito, che aveva assistito alla tragedia, rifiutò gli aiuti e, dopo aver indossato il giubbetto di salvataggio, si lanciò in mare, nel tentativo sconsiderato e ormai inutile di salvare la consorte, finendo col perire anche lui. Insieme a loro moriranno anche il radiotelegrafista Eric Hill, sua moglie e sedici uomini dell'equipaggio.
L'intervento di soccorso compiuto dalla motovedetta CP 233 della Capitaneria di Genova, l'unica a raggiungere lo scafo, fu una delle operazioni di soccorso più difficili mai condotte dalle Capitanerie di Porto. Il tenente di vascello Giuseppe Telmon ed i suoi sette uomini furono poi insigniti, per il loro gesto eroico, con la Medaglia al valore di Marina, d'oro per il comandante, d'argento per l'equipaggio. Questi uomini misero infatti in grave pericolo la propria vita, riuscendo a portare in salvo ben 26 persone.
Un altro episodio eroico fu quello che vide protagonista il comandante del dipartimento aereo dei Vigili del fuoco di Genova Rinaldo Enrico, il quale, incurante di ogni pericolo ed a rischio della propria vita, si levò in volo con un elicottero AB 47 G "libellula" per lanciare salvagenti ai naufraghi. Questi, tuttavia, per via del combustibile riversatosi in mare, ebbero gravi problemi a raggiungere le ciambelle e molti di loro non ci riuscirono.
Il comandante Rinaldo Enrico perse la vita non molto tempo dopo durante un'esercitazione. Nel luglio del 1975 gli fu conferita la medaglia d'oro al valor civile e la cittadinanza volle ricordare il suo impegno apponendo una targa di ringraziamento in dialetto genovese nel borgo marinaro di Vernazzola (quartiere Sturla di Genova).
Da ricordare anche l'impegno offerto dal Corpo Piloti del porto di Genova: il pilota Giovanni Santagata, a bordo della Pilotina Teti, coordinò i soccorsi verso la London Valour, salvando 5 naufraghi. Per tale impresa al capitano Santagata venne concessa la medaglia d'argento di Benemerenza Marinara.
Anche la compagnia armatrice della nave, la London & Overseas Freighters, riconobbe l'eroismo dei Vigili del fuoco di Genova e di tutti coloro che parteciparono al salvataggio dell'equipaggio, affermando con gratitudine che senza lo sforzo dei genovesi il bilancio, già di per sé non roseo, sarebbe risultato molto più grave..
Ai Vigili del fuoco Sommozzatori presenti, che rischiarono la vita in mare, furono tributati i giusti riconoscimenti: uno di loro, Severino Ferrazzin, che aveva assicurato numerosi naufraghi al cestello dell'elicottero del capitano Enrico, salvandoli, ricevette una medaglia di bronzo e diverse menzioni d'onore e fu insignito nel 1977 del titolo di Cavaliere della Repubblica.
Riguardo alla dinamica del naufragio e alle modalità che hanno portato alla morte del capitano Muir vi sono ricostruzioni differenti, tra cui quella del comandante Carlo Gatti, presidente della Società Capitani e Macchinisti Navali di Camogli, che ebbe conoscenza diretta dei fatti e fu poi incaricato del traino del relitto verso il mare aperto. Nella cronaca del commissario Gatti non si fa menzione di quanto accaduto a Muir, ma si sostiene che egli, dopo aver assistito alla morte della moglie, abbia sventolato la bandiera del Regno Unito per onorare il tragico evento e sia poi morto a causa delle enormi ondate che spazzarono il tratto di ponte su cui si trovava, insieme ad altri membri dell'equipaggio. Testimoni riportarono di aver visto il capitano Muir seriamente ferito a una gamba, prima di essere inghiottito dalle onde.
Le successive indagini appurarono le gravi responsabilità del capitano Muir, il quale non si accorse in tempo del variare dell'arrivo della mareggiata, né segnalò all'equipaggio che l'avviamento dei motori della nave, per motivi tecnici, richiedeva in quel periodo un tempo decisamente superiore al normale.
La nave finì incagliata e semi-affondata; soltanto la parte superiore delle sovrastrutture sporgeva dalla superficie. Circa un anno dopo la tragedia, il relitto venne trascinato via da due rimorchiatori, uno dei quali al comando dal capitano Carlo Gatti. Lo scopo era di farlo affondare nella fossa delle Baleari, un fondale di 3500 m di profondità, scelto appositamente dalle autorità per evitare pericoli per la navigazione e problemi di inquinamento. Tuttavia lo scafo, per le sue cattive condizioni, affondò a sole 90 miglia al largo di Genova; giace adesso a 2600 m di profondità.
La ruota del timone della nave, recuperata, fu donata all'Ospedale San Martino, che aveva curato i naufraghi superstiti; la campana della nave è invece conservata presso la Church of the Holy Ghost, la chiesa anglicana di Genova.

## Musica
Alla tragedia della London Valour è direttamente ispirata una canzone del famoso cantautore genovese Fabrizio De André, intitolata Parlando del naufragio della London Valour, scritta assieme a Massimo Bubola ed inserita nell'album Rimini, del 1978. Un altro possibile collegamento diretto tra De André e la tragedia della London Valour è il fatto che il poeta Riccardo Mannerini, ex marinaio a bordo di navi da carico e coautore assieme a De André dell'album Tutti morimmo a stento (1968), era amico personale del Comandante Enrico dei Vigili del Fuoco.